# ファイナルファンタジーVII
『ファイナルファンタジーVII』（ファイナルファンタジーセブン、FINAL FANTASY VII、略称: FFVII、FF7）は、スクウェア（現スクウェア・エニックス）が発売したコンピュータRPG。日本国内では1997年1月31日にPlayStation（PS）専用ソフトとして発売された。ファイナルファンタジーシリーズのナンバリングタイトル第7作目にあたる。

## 概要
本作のオリジナル版はシリーズ初となるPlayStation（PS）用ソフトで、1997年に日本では発売3日間で200万本以上を売り上げ、日本での総出荷本数は328万本に達した（他のPS版であるインターナショナル版、アルティメットヒッツ版を加えた場合は407万本である）。これは日本での全PSソフトの出荷本数に於いて『ドラゴンクエストVII エデンの戦士たち』の410万本、『ファイナルファンタジーVIII』の370万本に次ぐ歴代3位の記録であり、ファイナルファンタジーシリーズ作品では2番目の記録である。
PS版の国内累計販売本数が400万本を達成し、シリーズ最高売上を記録した。また、2009年に全世界での総出荷本数980万本は本シリーズにおいての最高記録である。PS版の売上本数が世界累計1000万本を突破し、最初のPC版（1998年の旧英語版）も100万本以上を販売した。
1997年6月19～21日、アメリカ、アトランタのワールドコングレスセンターで、Electronic Entertainment Expoが開催された。SCEアメリカブースでは、日本で300万本を越えるヒットとなった本作の英語版がPS版として出展され、多くの人がプレイしていた。
1997年8月25日、「第2回 ジャパン・ゲーム・オブ・ザ・イヤー」の表彰式が行われた。1996年4月1日から1997年3月31日までの期間に発売された全1015タイトルの中から、大賞、ビジュアル賞、サウンド賞の合計3部門を受賞した。
コンピュータエンターテイメントソフト協会が主催する2回目の”CESA大賞”が1998年4月3日に都内で行われた。1997年1月から12月31日までに発売されたゲームソフトの中から優秀と認められた作品としてCESA大賞’97を受賞し、シナリオ賞、サウンド賞など3つの賞でトロフィーと花束が贈呈された。
本作はスーパーファミコンまでのコミカルな2Dドット絵から一転、初代PSの機能（3Dポリゴン+静止画・動画再生）を活かし、ゲーム機のプロセッサでフレーム毎にレンダリングされる操作可能なポリゴンモデルと、高性能なCGワークステーションで時間を掛けてレンダリングされる高画質な1枚絵（特定パートは動画）の3D映像の融合を行ったことで没入感を大きく増し、後のゲーム制作手法にも大きな影響を与えた。
スクウェアのスタッフから、本作の開発費（約4000万ドル）とマーケティング費用（約4000万ドル）の合計が約8000万ドルとなっていた事が明らかとなった。
タイトルロゴのイラストでは、ゲーム終盤に登場したメテオと星の衝突シーンが描かれている。今作以降、シリーズ本編作品の日本版ボックスアートは（過去作の移植作も含めて）白いジャケットにタイトルロゴを表記したものとなった。それまでのスーパーファミコンのタイトルデザインはダンジョンなどのイメージを冠したものだったため、シンプルな印象に変わった。
ゲームシステム面では、キャラクターアビリティへの自由度が高い「マテリアシステム」の搭載が大きな特徴となっており、本シリーズの設定とも深く関わっている。
『ファイナルファンタジーVI』（FFVI）までとは異なり、本作からは日本国外でも同じタイトルナンバーで発売された。それまで日本国外では、日本の『FFIV』が『FFII』、『FFVI』が『FFIII』として発売されていたため、『FFIV』から『FFVI』までが欠番となった状態で突然『FFVII』が登場することになり、日本国外におけるFFシリーズのファンの混乱を招いた。この番号のずれは、後に欧米でPS版に『FFVI』以前の過去作品が移植された際、すべて日本と同じタイトルナンバーへと修正されたことにより、解消された。
発売から20年経った2017年1月末現在に至っても本作の人気は高く、根強いファンに支持されている。CG映画や外伝的作品など多くのスピンオフ作品が発表されている（後述）。
2015年6月にはPlayStation 4（PS4）向けフルリメイク版の制作が発表され、2020年4月10日に第1作目が発売された。主要スタッフにはオリジナル版にも関わった野村哲也（ディレクター）・野島一成（シナリオ）・北瀬佳範（プロデューサー）3名が携わる。
2024年には過去に「PLAYSTATION PARTNER AWARD」を受賞したタイトルの中からPlayStationの世代ごとに、日本・アジア地域のユーザーによる投票で選ばれたタイトルに贈られる「PLAYSTATION GENERATIONS AWARDS」のPlayStation GenerationsでFINAL FANTASY VIIが選ばれた。

## システム
初代PSの普及期に発売され、フィールドは事前にレンダリングされたCGイラストレーションの静止画で、その上を3Dのキャラクターが動くスタイルをとっている。
スーパーファミコンで発売された前作から映像表現が向上した反面、旧作のスプライトを用いた単純なフィールドに比べて出入り口やプレイヤーの位置、イベントを発生させるためのトリガー（ドアを開けるためのスイッチやレバー、ハシゴ等）が分かりにくいとの指摘があり、『ファイナルファンタジーVII インターナショナル』では画面上に矢印を表示する対策が施された。
戦闘画面やワールドマップはキャラクター、背景共に3Dとなったが、メニューや戦闘シーンの音楽等基本的な部分は過去の作品を踏襲している。
また、数々の重要な場面ではプリレンダムービーが流れる。ムービーシーンの冒頭や末尾をフィールドマップと合わせることで、ゲーム画面とムービーをスムーズにリンクする手法を取ったシーンもあり、更に一部の場面ではムービー再生中にもキャラクターを動かせる形にしている。
本作ではシーンによってキャラクタの頭身は異なっている。プレイヤーが操作できるキャラクターは常時3頭身であり、旧シリーズのドット絵キャラクタを彷彿とさせるモデリングで描かれているが、戦闘時や一部のムービーでは等身大で描写される。シーンによって頭身が異なる仕様は本作のみで、本作以降のシリーズでは各作品によって基本等身は異なるが、ほぼすべてのシーンで均一化されるようになった。
また、3Dモデルに用いられるテクスチャは極めて簡素であり、基本的に描き込まれているのは一部を除いてキャラクタの顔のみで、3頭身時のキャラクターには口パクする描写も無く、口自体が描かれていないキャラも少なくない。髪の毛や洋服等はレゴブロックのように単色のパーツを繋ぎ合わせたような表現手法がとられており、魚やドラゴンのような有鱗類のモンスターも、ウロコ等は描かれていない。なお、後の3DのFF作品では顔だけでなく、服や武器、敵キャラクタの身体にも精細に描き込まれたテクスチャが用いられている。

### 装備品
本作では、装備に関するシステムが旧来シリーズと大きく変わっている。兜や鎧、盾といった物で全身を着込む形式だった旧来シリーズとは異なり、本作では装備できるアイテムは「武器」と「防具（腕輪）」と「アクセサリ」の3スロットのみである。また、武器の装備系統はキャラクターごとに専用化されている。
その内、「武器」と「防具」には最大8個までの「マテリア穴」が存在し、この穴に後述するマテリアと呼ばれる球状のアイテムを装着することにより、戦闘中に使うコマンドが増えたり能力値が変動したりする。マテリアを装備することで備わる能力をアビリティと呼ぶ。穴の数はアイテムの種類により固定されており、何らかの方法で増やしたり、減ったりすることは無い。
また旧作同様、武器によって攻撃可能距離の概念が存在する。例えば接近用の武器の場合、飛んでいる敵や遠く離れた場所に居る敵に対して攻撃を加えることはできず、移動可能な範囲内でも後列にいるとされている敵に対しては一部の例外を除き威力が落ちる。逆に、銃や手裏剣などの遠距離攻撃が可能な武器の大半は、パーティーの後列に並んでいても威力の減退は発生しない（ただし接近用武器と比較して元々の威力は低くなりがちである）。キャラクターごとに装備できる武器の種類は決められているが、防具とアクセサリに関しては、全キャラクタでほぼ完全互換である。例外として、防具のエスコートガードとミネルバブレスはそれぞれ男性のみ、女性のみ装備可能となっている。

### マテリアシステム
武具に空けられている穴は、単独である場合と2つの穴がつながっている場合がある。2つつながっている穴（連結穴）の場合、通常のマテリアを2つ装着してそれぞれのマテリアから単独に効果を得るほかに、支援マテリアと呼ばれるマテリアと通常のマテリアを組にして装着することで、組にしたマテリアが追加効果を得たり、属性やステータス変化を攻撃や防御に付けることが可能である。一例を以下に挙げる。
- 「かいふく」（回復）マテリアと「ぜんたいか」（全体化）マテリアをセットにして装備すると回復魔法の「ケアル」等をパーティ全員にかけられる。
- 「ほのお」（炎）マテリアと「ぞくせい」（属性）マテリアをセットにして防具に装備すると炎属性に対する耐性が得られる（耐性の度合は「ぞくせい」マテリアのレベルによって異なる）。この組み合わせを武器につけると攻撃に炎属性が付加される。

コマンドマテリアを装備することで「ぬすむ」や「みやぶる」などの行動の種類が増えて戦いが多様化する。戦闘中に表示できるコマンド数に制限はなく、コマンドのウィンドウは2列、3列にもなる。その他に「たたかう」のコマンドが「みだれうち」などに変わるものもある。マテリアを装備することによって、特殊な能力が使えるようになるほか、一部のステータスが上下することがある。魔法マテリアなどは魔力は上がる反面に体力は下がるものが多い。コマンドマテリアの「ぬすむ」を装備すると素早さの数値が上がる。
戦闘終了時にAP(アビリティポイント)という、マテリアの経験値が得られる。APが一定値に達すると新しい特殊能力が使えるようになる。ただしレベルアップしているのはマテリアなので、装備品やキャラクターが変わっても特殊能力がなくなることはない。
敵の使う特殊攻撃の青魔法を覚えるマテリア、「てきのわざ」だけはAPでの成長とは異なり、敵から技をラーニングすることで成長する。
マテリアは敵を倒したときに獲得できるアビリティポイント（Ability Point、略字AP） により成長する。APがマテリアごとに決められた一定値に達するとレベルアップして新しいアビリティを習得でき、レベルがMAXになると同じマテリアがAP0の状態で"ぶんれつ"し、新しく手に入る（作中ではマテリアが「生まれた」と表現されている）。このため、マテリアを無限に増やす事が可能である。また武器や防具の中にはAPの成長率に変化を与える物がある（武器・防具とも0 - 2倍、クラウドとシドには3倍の武器が存在する）。
また、マテリアの大きさは本作のイベントシーンでは黒マテリアはテニスボール大に描かれているが、白マテリアはビー玉大に描かれている。『ファイナルファンタジーVII アドベントチルドレン』以降はテニスボール大で統一されている。

### 戦闘
シリーズの特徴であるATB（アクティブ・タイム・バトル）は引き継いでいる。また、待ち時間を表すTIMEゲージの他にLIMIT（リミット）ゲージとBARRIER（バリアー）ゲージが存在する。アクティブ設定の時にはウィンドウを開いてコマンド選択をしている時にもTIMEゲージは増えるが敵の時間も経過する。
LIMITゲージは敵の攻撃でダメージを受けると蓄積され、最大まで溜まると、それを消費してキャラクターごとに様々な効果を持つリミット技を使うことができる。状態異常の"いかり"の時には、通常よりも多くLIMITゲージが蓄積される。
リミットはレベル1からレベル4（ケット・シーはレベル2）まであり、レベル4以外はそれぞれのレベルに2つずつ技が存在する（ケット・シーとヴィンセントは各レベルに1つずつ）。各キャラクターは敵を倒した（最後の一撃を決めた）数に応じてリミットレベルの最高値が上昇し（3まで）、ケット・シーとヴィンセントを除く全キャラクターは各レベルのリミット技の使用回数によりそのレベルのもう1つのリミット技を習得する。レベル4の技は究極リミット技と呼ばれ、その習得にはレベル3までの全てのリミット技を習得するだけでなく、世界のどこかに存在する「奥義書」を入手する必要がある。ゲージの蓄積率は設定したリミットレベルが上がるほど低くなり、溜まりにくい。またリミットレベルはメニュー画面で設定でき、必ずしも高レベルのリミット技を使わなくてはならないわけではない。
リミット技の原型は『ファイナルファンタジーVI』で初登場となったが、LIMITゲージが表示されるのは本作から。リミット技はトランス、オーバードライブ、ウェポンスキル等『IX』『X』『XI』でも形を変えて登場している。
BARRIERゲージは魔法「バリア」と「マバリア」における残り時間を表し、前者は物理防御力、後者は魔法防御力を上げる効果がある（効果がある間は対応する種類のダメージが半減される）。この両魔法は以前からプロテスおよびシェルとして存在しているが、本作ではこの2つで効果の持続時間が表示される。BARRIERゲージは上段と下段に残り時間の消費が判れており、上段が物理系の攻撃に対する補助魔法。下段が魔法系の攻撃に対する補助魔法となる。

### ミニゲーム
本作には大量のミニゲームが用意されている。スノーボードゲームや潜水艦ゲームのように本編で強制的に行うことになるものもあるが、大半は「ゴールドソーサー」という、さまざまな遊戯施設が揃った一大レジャースポットで好きな時に遊ぶことが可能。
以下はミニゲーム一覧。括弧内は遊ぶことのできる場所を示している。
コンドルフォート戦闘（コンドルフォート）
リアルタイム・シミュレーションバトル。全部で7段階のレベルが用意されているが、全てクリアすると最終的には遊べなくなる。
アームレスリング メガずもう（ゴールドソーサー）
ひたすらボタンを連打する腕相撲ゲーム。「すもう」と「レスラー」の2段階を選択することができる。
バスケットゲーム（ゴールドソーサー）
フリースロー。一定時間ボタンを押してから放すとシュートを放つ。このボタンを押す時間はかなり微妙だが、慣れれば短時間でポイントを稼げる。
闘技場（ゴールドソーサー）
勝ち抜き方式の戦闘。実際に戦闘を行なうが、1人のキャラクターでしか挑むことができない。最高8連戦、各戦闘の間にハンデキャップのためのスロットが出現する。ハンデキャップが重いものほどポイントも高い。
3Dバトラー（ゴールドソーサー）
格闘ゲーム。上段・中段・下段の三種類の攻撃によるジャンケンのようなもの。難易度はかなり高い。
モグ・はうす（ゴールドソーサー）
心温まるストーリーを見つつ、モグに効率よく実を与えるゲーム。実を食べた後、モグがまだ足りないかもう十分かをリアクションで示してくるため、難易度は低いと言える。なお、1回限りであるが、クリアした後にゲーム機の前に立っている人に話しかけると、30GPがもらえる。
チョコボレース（ゴールドソーサー）
6頭立てのレースで1位と2位を予想する競馬によく似たゲーム。チョコボを飼っている場合は自分が出場することも可能。自分が出場する場合チョコボには原則としてクラウドが騎乗するが、パーティにティファもしくはシドがいると「たまには乗せてくれ」と言ってクラウドの代わりに出場することがある。これは後述するインターナショナル版でも同様。
ワンダーキャッチャー（ゴールドソーサー）
クレーンゲーム。
潜水艦ゲーム（ジュノン地下〈1度きり〉、ゴールドソーサー）
潜水艦を操縦し、魚雷を撃ち、敵潜水艦を撃沈するゲーム。
シューティングコースター（ゴールドソーサー）
コースターに乗って、次々と出現するターゲットをレーザーで撃破していくシューティングゲーム。
Gバイク（ミッドガル・ハイウェイ〈1度きり〉、ゴールドソーサー）
バイクを運転しながら剣で斬り付けたり体当たりをして敵バイクを攻撃し、味方の車を守るゲーム。撃墜した敵バイクの数と味方の車の残りHPでポイントが評価される。2014年10月31日より『Final Fantasy VII G-BIKE』の名称でAndroid・iOS用新作アプリゲームとして登場している。
スノーボードゲーム（アイシクルロッジ、ゴールドソーサー）
コース各所に並ぶ風船を通過しながらスノーボードで滑り降りるゲーム。コースを完走した時のタイムと、獲得した風船の数でポイントが評価される。また、最後に変秀優良可などのグレードが表示される。「オリジナル」と「インターナショナル版」のタイムアタックについてはゲーム内容の違いが全くなく”区別なし”で行い、スクウェアから両者を共通集計しても問題のないことの確認がとられている。スノーボードのスラローム競技とフリースタイル競技を足したようなゲーム。北米で『Final Fantasy VII Snowboarding』の名称で携帯電話用アプリゲームとしてリメイクされ、日本でも2008年11月10日よりiモード用サイト「ファイナルファンタジーモバイル」にて配信されている。

### チョコボの育成
シリーズで初めて導入された要素。ワールドマップでモンスターと一緒に現れる野生チョコボを捕まえ、エサ（野菜）を与えて能力を強化しつつレースに出場させたり、繁殖させて特殊能力を持つ子供を産ませる事が出来る。
カップリングで産まれる特殊チョコボは、ワールドマップの通常入れない地域を移動できる能力を持つ。マテリアの中には特殊チョコボを使わないと入手不可能な物が存在する。

### リミット技
リミット技は各キャラごとに用意されている技で、リミットゲージが最大までたまると「たたかう」のコマンドが「リミット」に変わる。一度リミットを使うと再び「たたかう」のコマンドに戻りリミットゲージは空になる。リミット技は基本技と同レベルの上級技があり、次のレベルの基本技を修得するには同じキャラクターでとどめを刺した敵の数に反映される。また同レベルの上級技を修得するには、同じレベルの基本技を使った回数が反映される。レベル4のリミット技は各キャラごとに条件を満たしたりイベントによって修得する事になる。

### 好感度（裏ステータス）
ストーリー中、会話の中で二者択一の選択肢が発生する箇所が複数存在し、そこで選んだもの（＝クラウドの回答）や戦闘時にクラウドが仲間に対してとった行動等によって、仲間内の好感度が上下する場合がある。好感度はステータス画面にも表示されない裏ステータスであり、このステータスによって中盤以降、仲間あるいはクラウドが話す台詞や行動に違いが表れる箇所が幾つか存在する。
この好感度システムは『X』などでも採用されている。

## 移植版

### ファイナルファンタジーVII インターナショナル
1997年10月2日には、日本国内での販売本数300万本突破記念として、アメリカ版における追加部分を逆移植した『ファイナルファンタジーVII インターナショナル』（FINAL FANTASY VII INTERNATIONAL）が日本国内で発売された（販売本数約64万本）。2001年12月20日には廉価版『PS one Books ファイナルファンタジーVII インターナショナル』として再発売された。2009年4月10日には『ファイナルファンタジーVII インターナショナル』がゲームアーカイブスとして配信開始された。
2012年12月18日にネット限定販売で、FFIからFFXIIIまでのナンバリングソフト（FFI・FFII・FFIV〜FFIXはPS、FFIIIはPSP、FFX〜FFXIIはPS2、FFXIIIはPS3）、及びFF25周年記念CDやレプリカ等の限定アイテムをセットにした特別パッケージ『ファイナルファンタジー 25th アニバーサリー アルティメットボックス』（FINAL FANTASY 25th ANNIVERSARY ULTIMATE BOX）が発売された。2018年12月3日発売の『PlayStation Classic』にも収録。
アメリカではWindowsにも移植された（日本国内でも後に逆輸入という形でWin英語版が販売された）。
本編の主な変更点は以下の通り。
- 追加イベント、追加ムービーを収録。
- 新しいマテリアとアイテムが追加された他、データ上は存在していたが入手手段がなかった武器が入手可能になった。
- エンカウント率が下がった。
- 「てきのわざ」の一部の魔法が弱体化した。
- ウェポンとのバトルが追加された。
  - 強制的に戦うことになる「ダイヤウェポン」、戦闘は任意の「ルビーウェポン」「エメラルドウェポン」が登場。
- フィールドが見にくいという声に応え、出入り口などにマークを付ける機能を追加。
- メニューのマテリア付け替え画面に「クイック」機能が付き、メンバー間での交換などが可能となった。その他マテリアの整頓により装着しやすくなった。
- オリジナル版のセーブデータを引き継ぐことが可能（逆は不可）。
- 敵モンスター「マジックポット」を攻撃だけで倒すことが不可能になった（エリクサーを与えない限りダメージを与えられない）。
- スノーボードのミニゲームをティファ、シドでもプレイ可能となった。

また付録CD-ROM『ファイナルファンタジーVIIパーフェクトガイド』では、各地のマップなどの情報を見たり、開発中のスクリーンショットやイメージイラストなどを鑑賞したりすることができる。

### ファイナルファンタジーVII インターナショナル for PC
2012年に欧米でWindows XP以降対応として再リリースされたものに日本語テキストと追加機能を実装した日本語版で、2013年5月16日にダウンロード版が国内発売されたほか、ひかりTVなど、クラウドゲーム（Gクラスタ）としても提供された。
日本語以外に英・仏・独・西語でもプレイ可能。アルティメットヒッツ版同様CERO：Bである。
本編の主な変更点は以下の通り。ストーリー自体はオリジナルと変わらない。
- アチーブメント
  - いわゆる「トロフィー（実績）」機能。ゲーム内で特定の行動をクリアすると特殊アイコンが付与される。
- 高解像度対応
  - Windows 9x版の解像度は640×480であったが、ビデオカードとディスプレイが対応する最大の解像度に対応。フルHD（1920x1080）での表示も可能[30]。
- ゲームブースター
  - ストーリーだけ楽しみたいといった、楽なプレイをするために4つの機能を搭載。

5倍速（ムービー・イベントを含め、ほぼ全てを5倍の速度にアップ）
エンカウントなし（イベント戦闘以外、ほぼ全ての敵エンカウントが無くなる）
強化（戦闘中だけ自動的にHP/MP回復し、ATBやリミットブレイクゲージを急増させる。あくまでも「強化」であり「無敵」ではない）
パラメータMAX（いわゆる「強くてニューゲーム」。本作では何時でも何処でも実行できるが、一度使うと元には戻せない）
| 必要動作環境                                 | 必要動作環境                                   |
| OS                                           | Windows Vista/7/8 （32bit・64bit）（日本語版） |
| CPU                                          | 2GHz/1Core                                     |
| メインメモリー                               | 1024MB以上                                     |
| グラフィックカード                           | DirectX 9.0c対応カード                         |
| サウンドカード                               | 内蔵サウンドチップ                             |
| 通信環境                                     | 認証手続きのため、インターネット接続必須       |
| DirectX                                      | DirectX 9.0c                                   |
| ハードディスク空き容量 (インストール時含む） | 3.0GB 以上                                     |
| -------------------------------------------- | ---------------------------------------------- |

操作はキーボード、もしくはジョイスティックで行う事になる。ジョイスティックはUSBパッドを使うかプレイステーションのコントローラーが利用できるようにする為のコンバータを使う事でPS版に近い操作が可能となる。
| ジョイスティック操作・プレイステーション版の様に使う初期設定 | ジョイスティック操作・プレイステーション版の様に使う初期設定 | ジョイスティック操作・プレイステーション版の様に使う初期設定 | ジョイスティック操作・プレイステーション版の様に使う初期設定 |
| 名称                                                         | PSパッド割り当て                                             | 名称                                                         | PSパッド割り当て                                             |
| OK                                                           | ○                                                            | スタート                                                     | START                                                        |
| キャンセル                                                   | ×                                                            | スイッチ                                                     | □                                                            |
| メニュー                                                     | △                                                            | 前ページ                                                     | L1                                                           |
| 上                                                           | ↑                                                            | 次ページ                                                     | R1                                                           |
| 左                                                           | ←                                                            | ターゲット                                                   | R2                                                           |
| 右                                                           | →                                                            | アシスト                                                     | SELECT                                                       |
| 下                                                           | ↓                                                            | カメラ                                                       | L2                                                           |
| ------------------------------------------------------------ | ------------------------------------------------------------ | ------------------------------------------------------------ | ------------------------------------------------------------ |

### その他の移植版
フルリメイク版に先立って、『ファイナルファンタジーVII インターナショナル for PC』をベースに（タイトルから「インターナショナル for PC」は削除）したPlayStation 4版が2015年12月6日から、iOS版が2015年8月20日から、Android版が2016年7月7日から、Nintendo Switch版、Xbox One版が2019年3月26日からダウンロード配信されている。
それに伴い、トロフィー（実績）などが実装された。

## フルリメイク
原作をベースに三部作でフルリメイクされる作品群。グラフィックやシステムを一新するのみならず、シナリオの大筋こそ踏襲しつつもストーリーそのものを大幅に改変・再構成したものとなっている。
2020年4月10日、フルリメイク版の『ファイナルファンタジーVII リメイク』がPlayStation 4（PS4）で先行発売され、その後追加要素を加えた『ファイナルファンタジーVII リメイク インターグレード』がPlayStation 5、PCで発売された。内容は序盤のミッドガル脱出までのストーリーを新要素を加えて再構成したものとなる。
2024年2月29日、続編の『ファイナルファンタジーVII リバース』がPlayStation 5で発売。ミッドガル脱出後から忘らるる都（Disc1終了）までのストーリーを再構成している。

## COMPILATION of FINAL FANTASY VII
ファイナルファンタジーシリーズは1作完結の原則があったが、2003年に『ファイナルファンタジーX』の続編『ファイナルファンタジーX-2』が発売されたことにより方針が転換され、本作の続編および外伝的作品が相次いで発表されている。これらの作品群は"COMPILATION of FINAL FANTASY VII"と総称される。原作にはなかった設定の追加・変更がされている。なお、それぞれのアルファベットによるタイトルの頭文字を取ると、アドベントチルドレン（AC）、ビフォア クライシス（BC）、クライシス コア（CC）、ダージュ オブ ケルベロス（DC）、エバークライシス（EC）となっており、タイトルの付け方に一定の法則を見出せる。
第1弾：ビフォア クライシス -ファイナルファンタジーVII-
本作の6年前から始まる物語を描いた作品。本作に登場する組織、タークスの過去を扱った携帯電話用アプリゲーム。プレイヤーは神羅カンパニーに属するタークスの一員となり数々の任務を遂行する。敵としては反神羅部隊”アバランチ”が登場する。
第2弾：ファイナルファンタジーVII アドベントチルドレン
本作の2年後の物語を描いた作品で、コンピュータゲームではなく映像作品となっている。坂口博信を除く主要スタッフのほとんどが参加している。DVD-Video・UMD Videoで発売、限定BOX「ADVENT PIECES:LIMITED」には『ラストオーダー -ファイナルファンタジーVII-』が収録されたディスクと、『FFVII インターナショナル』を同梱。なお限定版のパッケージで初めて本作のCEROによるレーティングが設定された（12歳以上対象）。
第3弾：ダージュ オブ ケルベロス -ファイナルファンタジーVII-
本作の登場人物のひとり、ヴィンセントを主人公にした、本作の3年後の物語を描く作品。PlayStation 2用ガンアクションRPG。2006年1月26日発売。オンラインにも対応していたが、2006年9月29日をもってサービスを終了している。
第4弾：クライシス コア -ファイナルファンタジーVII-
本作の中心人物であるクラウドの親友、ザックスを主人公にした、本作より7年前の物語を描く作品。PlayStation Portable用アクションRPG。
第5弾：ファイナルファンタジーVII エバークライシス
本作を含むコンピレーションシリーズを章立てで配信するiOS・Android向け作品。アプリボットとの共同開発。2023年配信。

### リバース オブ コンピレーション
"COMPILATION of FINAL FANTASY VII"のモデルチェンジ版などを総称したタイトル群。
ダージュ オブ ケルベロス ロスト エピソード -ファイナルファンタジーVII-
『DC FFVII』の外伝的作品。携帯電話用アプリゲームとして発表される。
EZWeb、ヤフーケータイ版 ビフォア クライシス BEFORE CRISIS -ファイナルファンタジーVII-
iモードでしかプレイできなかった『BC FFVII』の移植版。プレイヤーキャラクターが各キャリアごとに追加される。
対応機種：NTTドコモ900iシリーズ専用 月額525円[税込]
ファイナルファンタジーVII アドベントチルドレン コンプリート
『FFVII AC』に、シーンの追加・変更を施した完全版。

### その他タイトル
上記以外のタイトル。
ファイナルファンタジーVII ザ ファーストソルジャー
本作の30年前の時代を舞台としたスマートフォン向けゲームアプリで、内容はマルチプレイヤー方式の3D対戦アクションゲーム。開発・運営はエイチーム。2021年11月17日サービス開始、2023年1月11日サービス終了。

## コンピュータゲーム業界に与えた影響

### 任天堂からSCEへ
1990年代中盤はコンピュータゲーム業界の転換期に当たると言われる。PlayStationやNINTENDO 64、セガサターンなどのいわゆる「次世代機」（この場合は現在でいう「第5世代ゲーム機」を指す）が登場し、メディアがロムカセットからCD-ROMへ移行したことにより、ゲームの表現方法も徐々に移り変わっていった。
キャラクターや背景画などのグラフィックは2Dドット絵から3Dポリゴンで表現されることが多くなった。また、プリレンダムービーなどを駆使した多彩な演出も可能になった。
本作の開発初期の段階ではNINTENDO 64で発売される可能性もあったが、下記のような理由から最終的にはPlayStation（PS）で発売されることとなった。
- N64の発売年は1996年だったが、PSの発売年は1994年であった。N64の発売時期の遅れから、スクウェアの企業的意向によりN64発売以前にPSでFFを作る事が先に決まってしまったため。
- N64自体は当時どのハードよりも大幅に高性能であったが、ROMカセットでは膨大な容量を必要とするムービーを取り込む事が極めて難しく、それに関連してスクウェアと任天堂のゲーム観の違いからCD-ROMを採用しているPSでFFを作る事を決定したため。

1995年8月にシリコングラフィックス社が主催する世界規模のコンピューターグラフィックス展示会がアメリカのロサンゼルスで開催された。スクウェアは64ビットコンピューターで作成した3DCG映像を出展した。映像の内容は『ファイナルファンタジーVI』に登場するキャラクター3人がモンスターと戦うシーンをポリゴンで表現されたものだった。
CD-ROMを選択した理由については容量との制約から影響を受ける事がなく制作が進み、ソフトのコストも抑えられる事で、プレイステーションを選択した理由について坂口博信の率直な回答は「非常にバランスのいいマシンであり動かしながら読んで、つねにローディングしている事を感じさせないようにすればハードとしての問題はないと思います」との事。また、音楽も「リピートしない音楽を目指してます」と述べており、シーンに合わせて強弱やテンポが変化する表現を目標としている。

### コンビニエンスストアでの販売
本作はスクウェアの子会社であった「デジキューブ」によるゲームソフトをコンビニエンスストアでの予約・販売という流通形態の確立にも寄与している。それまで『ファイナルファンタジー』の様な大作はゲーム専門店や大型家電量販店にて予約、あるいは発売日に並んで買うというスタイルが主流だったが、本作では全国のコンビニエンスストアにも同時に商品を送り込むことで、発売日当日の朝でも行列や品薄を発生させることなく顧客にソフトを行き届かせることにおおむね成功した。これは、90年代のコンビニエンスストア流通にも影響を与えた。なお、コンビニエンスストアでの予約購入特典として設定資料集などが収録された小冊子が50万人限定で付属する予定であったが、77万人へ拡大され最終的には予約購入者全員サービスとなった。

## ストーリー
Disc1
人類の住む「星」に君臨する巨大企業神羅カンパニー。その拠点である、科学文明の栄えた近未来的な都市ミッドガル。そこには、星の生命エネルギーである魔晄を吸い上げて浪費する神羅の政策に反抗する環境テロ組織「アバランチ」がいた。
アバランチのリーダーバレットの作戦により、壱番魔晄炉爆破テロが決行されるところで、本作の物語は幕を開ける。そこには、アバランチのメンバーティファに誘われて作戦に参加した男がいた。彼女の幼なじみであり、神羅のエリート部隊「ソルジャー」の元一員でもある雇われ助っ人クラウドである。
アバランチでの活動の中、クラウドは神羅総務部調査課・通称「タークス」に長い間その身を監視されている、古代種の女性エアリスと出会い、行動を共にすることになる。神羅は、アバランチを殲滅するため、アジトのある七番街プレートの破壊を実行し、その際にエアリスは捕らわれてしまった。
本拠地・神羅ビルへと突入し、実験動物レッドXIIIの加勢もありエアリスを救い出し、追っ手を振り切ったクラウドたちだったが、その中で自身の過去と深い関係を持つ英雄ソルジャーセフィロスの影を見る。神羅ビルを襲ったクラウドたちは追っ手から逃れるためミッドガルを後にした。
クラウドはミッドガルにほど近い街カームにて、5年前にソルジャー任務で訪れた故郷・ニブルヘイムで起こったセフィロスによる惨劇を明かす。仲間たちはそれぞれの目的のため、クラウドはセフィロスと会い、過去の自分自身との決着をつけるため、パーティとして広大な世界へと旅立つ事になる。
ミッドガルを出て広大な世界を旅するクラウド達は、神羅に敗戦した故郷を憂う陽気な忍者娘のユフィ、神羅のスパイとして何者かが操作するぬいぐるみケット・シー、神羅屋敷に眠る元タークスヴィンセント、宇宙へ行く大望を絶たれたパイロットシドら個性的な仲間たちと出会い、それぞれの目的のもとに加入し、パーティは賑やかになっていく。各地を旅する中で神羅と争い合い、様々な相克も経て、クラウドはセフィロスの影をより一層強く感じるようになる。
古代種の神殿において、クラウドは自我を奪われ、世界を滅ぼす力を秘めるメテオを呼ぶ黒マテリアをセフィロスの影へと手渡してしまう。そしてエアリスに暴行するなど錯乱状態に陥り、視界が白む中で仲間たちの手により、ほど近くのゴンガガへと移送された。
事態を危ぶんだエアリスはパーティから離脱し、かつての古代種たちの住居跡「忘らるる都」へと単身で向かい、クラウドたちもその後を追ってエアリスと再会した。しかしその直後、クラウドはまたしても体の自由を奪われ、祈りを捧げるエアリスにバスターソードを振り下ろそうとしてしまう。そして、手を伸ばせば届く距離で、セフィロスの影である異形の存在ジェノバが現れ、エアリスを殺めてしまった。ジェノバはクラウドに対し、セフィロスの「人形」であるという言葉を突きつける。ジェノバを退けた一行に残されていたのは、あまりにもつらい現実だった。
Disc2
忘らるる都での悲劇に打ちのめされ、自分を信じる事が出来ないと弱音を口にするクラウド。それでもなおセフィロス打倒への執念を消さず、大氷河を越え、絶壁を登り、極北のクレーターへと歩みを進める。この地は「空から来た厄災」であり、今ではセフィロスの影そのものであるジェノバが、太古にこの星に墜落してできあがった大穴だった。
ついにこの地で、クラウドは、上半身のみでエネルギー体の中に眠るセフィロス本人と邂逅する。今まで会ってきたセフィロスはジェノバを介したまやかしであり、神羅の科学者宝条の仮説通り、本体はこの極北の地に眠っていたのだ。しかしセフィロスの讒言を聞いてしまったクラウドは、自身は宝条の人体実験によって魔晄とジェノバ細胞から作られた失敗作であり、細胞の作用によってこれまでセフィロスに執着していたリユニオン被験体の一部でしかなく、なによりティファの記憶を読み取って自己をつくり上げていた、過去を持たぬ人間である事を悟った。「俺、クラウドにはなりきれませんでした」の謝罪の言葉を前に、その場に打ちひしがれて崩れ落ちるティファを振り返る事もなく、クラウドはまたしても黒マテリアをセフィロスに渡し、星の危機を招いてしまう。後に残されたものは、星を滅ぼすメテオの始動と、星の危機に姿を現して全てを無に帰すウェポンの胎動、そしてミッドガルで再会してからずっと「本当のクラウド」を見定めようともがいてきた、ティファの絶望だった。
メテオが星に接近し、クラウドの行方も知れない中、星を牛耳る神羅カンパニーは「ウェポン」「メテオ」「大空洞に眠るセフィロス」に対する三面作戦を強いられていた。事態の重要参考人として捕虜にされていたティファたちと神羅は、ここに来て共通の敵を持つ立場になったが、神羅上層部は民心を得るために旧アバランチの処刑を決定する。しかし神羅の兵器に対して連日暴れ回るサファイアウェポンの襲撃でジュノン基地が混乱する中、二重スパイとなったケット・シーの活躍もあり、ティファは飛空艇ハイウインドへと飛び乗って危機を脱した。
ティファは辺境の村ミディールにて、重度の魔晄中毒によって廃人と化したクラウドと再会した。仲間たちは看病のために残ったティファと別れ、神羅やウェポンとの戦いを繰り広げたが、アルテマウェポンのミディール襲撃の際に、地割れに墜ちたティファとクラウドは星に還った者たちの魂の流れライフストリームで意識を共にする。2人は思い出を擦り合わせ、元ソルジャーでもセフィロスの傀儡でもないクラウド自身が形成されていく。ティファの記憶通り、5年前にクラウドは「ソルジャーとして」故郷に凱旋してはいなかったし、ジェノバ細胞がその幻想を植え付けた事も事実だった。しかしその傍らで素顔を明かすことなくティファを見守り続け、彼女がピンチの時に無力ながらも勇気を振り絞って英雄セフィロスに立ち向かった一般兵の姿へと2人はたどり着く。物語が始まって以来、ずっと幻想を演じてきたクラウドは、ようやく本来の自分自身である「ニブルヘイムのクラウド」の人格を取り戻し、「もう幻想はいらない。俺は俺の現実を生きる。」その固い決意を仲間たちに誓った。
神羅はメテオに対して宇宙ロケットを改造した迎撃ミサイルで攻撃したものの、圧倒的質量を持つメテオには通用せず、地表をわずかに損壊させただけだった。クラウドたちにとっても星の危機に打つ手が無い中、コスモキャニオンの長老ブーゲンハーゲンの助力を受け、そもそも「エアリスが何のために忘らるる都に行ったのか」を探り、忘らるる都で1つの真実を知る。実は単身で離脱したエアリスは、亡くなる直前に神聖魔法ホーリーを発動させていたものの、セフィロスによって発動が妨害されていることを知る。エアリスが決死の想いで残してくれた星を救う手段を活かすべく、クラウド達は活動を再開する。
ダイヤウェポンがミッドガルに向けて進撃していることが判明し、神羅はミッドガルの都市エネルギーを収束させた戦略砲台・魔晄キャノンで貫通してセフィロスの眠る大空洞のバリアまでをも破壊した。しかし、宝条がキャノン砲を利用してセフィロスに魔晄エネルギーを送ろうとしていることが判明。クラウドたちは結束を新たにして、始まりの場所ミッドガルに降下。魔晄キャノンでの戦いの後、神羅の重役と宝条は死亡し、社長ルーファウスも爆発の中で消息を絶つ。指導者を失った神羅は事実上機能停止状態となった。
Disc3
クラウドたちは最後の決戦を行うべく、北の大空洞へと空から突入し、神にも等しい力を得たセフィロスと対峙し、仲間達と力を合わせ、死闘の末にセフィロスを倒す。クラウドの精神に残っていたセフィロス自身との決闘を制して、遂にホーリーを解放した。
しかし、肝心のホーリーの解放が遅すぎたためか、巨大質量のメテオの落下は止まらず、ホーリーの防御バリアが逆効果になって星に被害が出てしまう。星がメテオに侵食されるその直前、緑の光が大地から湧き出る。ライフストリームであった。それらは意思を持つかのように束になり、うねりとなって星を守ろうとし、天を覆ってメテオを押しとどめていく。まばゆい光に包まれた瞬間、クラウドたちはエアリスの祈りを感じた。
エピローグ
それから500年後。魔晄エネルギーによって荒廃していたミッドガル周辺の自然は復活を遂げ、メテオによって破壊されたミッドガルは緑に覆われ、ミッドガルの近くの丘をレッドXIIIとその子供たちが駆け抜けていく。そこで物語は幕を閉じる。

## 物語年表
| 年号       | 出来事                   | 詳細 |
| ---------- | ------------------------ | --- |
| 約2000年前 | ジェノバ飛来             | 巨大隕石の衝突により、衝撃でアイシクルロッジ付近に残る北の大空洞を形成。 |
| 約30年前   | ミッドガルの建設が始まる | 神羅科学部門統括、ガスト博士によるジェノバ・プロジェクトがスタート。のちにガスト博士は失踪し、宝条博士がその責務を引き継ぐが、数年でプロジェクトは凍結される。                                                       |
| 22年前     | エアリス、神羅に拘束     | アイシクルロッジに潜伏していたガスト博士が射殺される。同時に潜伏していた家族のイファルナ、エアリスが神羅の監視下に置かれる。                                                                                         |
| 約15年前   | ウータイ戦争勃発         | 神羅とウータイの間に魔晄炉建設を巡って戦争が始まる。 |
| 7年前      | ソルジャー大量失踪事件   | ウータイでジェネシスを筆頭としたソルジャー大量失踪事件が発生。（『CC FFVII』開始） |
| 6年前      | アバランチ結成           | コスモキャニオンの星命学者たちによる反神羅組織、アバランチ結成。様々な活動を行うが、タークスの手により多くが阻止される。（『BC FFVII』）                                                                             |
| 5年前      | ニブルヘイム魔晄炉の調査 | ニブルヘイム魔晄炉の調査に、セフィロスを初めとした調査部隊が派遣される。その後、セフィロスの暴走により村は壊滅。同行していたザックス、クラウドは大怪我を負うも、セフィロスを魔晄炉に転落させる。                     |
| 4年前      | アバランチ、過激化へ     | アバランチの本拠地がタークスにより壊滅させられる。しかし、組織幹部は逃走。宇宙ロケット神羅26号の打ち上げを決行するが、失敗に終わる。アバランチ残党の手により、建設中のコレル魔晄炉が爆破される。                     |
| 1年前-直前 | コピー被験者たちの脱走   | セフィロス・コピー実験の被験者とされていたザックス、クラウドが脱走。しばらくの逃走ののち、ミッドガル直前でザックスが凶弾に倒れる。（『CC FFVII』終了）                                                               |
| 2か月前    | アバランチ暗殺事件       | アバランチのリーダーが暗殺される。 |
| 1か月前    | 新生アバランチ活動開始   | 本家アバランチから分家した、バレットらを中心とした新生アバランチが活動を開始。穏健派の本家アバランチとは異なり、過激なテロ活動を開始する。                                                                           |
| 本編       | 本作での出来事           | 新生アバランチによる壱番魔晄炉の破壊。その後、プレジデント神羅が暗殺され、息子のルーファウスが社長に就任する。北の大空洞でセフィロスによるメテオ発動。世界的大災害が発生する。クラウドたちによるセフィロスとの決着。 |
| 1年後      | メテオ災害の余波         | メテオ災害によりミッドガルは壊滅状態になり、地下が閉ざされる。 |
| 2年後      |                          | 世界再生機構(WRO)が、元神羅都市開発部門リーブを中心に結成。謎の病気、星痕症候群が蔓延。カダージュら3人の青年によるクラウドたちへの襲撃。そののち、セフィロスが再生されるが再び姿を消す。（『FFVII AC』）             |
| 3年後      |                          | ミッドガル地下に閉じ込められていたディープグラウンド(DG)ソルジャーが地上に姿を現す。DGソルジャーによるジュノン集団失踪事件。カーム、ミッドガルでの戦闘のすえ、DGソルジャーは壊滅する。（『DC FFVII』）               |
| 500年後    |                          | 周辺の自然が蘇り、廃墟となったミッドガルに緑が生い茂る。 |

## 登場人物
記載順はセフィロスを除き、パーティーに加入する順である。開発者のひとりである野村哲也が「ヒロインがふたり登場し、片方が死んでしまうというタイプのものがなかったので」と発言している事や、当初はヒロインはエアリスだけであったがヒロインを二人にして片方が死んでしまうという形式にするために、野村自身がティファを加える提案をしたことも明かしていることから、ヒロインはエアリス・ティファの2人であるという公式見解がある。
クラウド・ストライフ (Cloud Strife)
21歳。ニブルヘイム出身。身長：173cm。血液型：AB型。誕生日：8月19日。
本作の主人公。「チョコボ頭」などと劇中でいじられるハネた金髪が特徴。自称・元ソルジャーで、現在は「なんでも屋」をしている。
5年前のニブルヘイム事件直後、宝条によりセフィロスコピーの実験体にされた。この際に魔晄漬けにされてジェノバ細胞も埋め込まれており、その影響から過去の記憶が曖昧になる。
「興味ないね」の口癖どおり冷めた性格をうかがわせ、無口・不愛想な男などと劇中で語られる事もあるが、序盤から根は無関心なタイプではなく機に際しては勇敢。やや負けず嫌いな面も持ちバレットとは対立しやすく、現金なところもある。物語が進むにつれ、奥手ながら純真かつ素直で冗談好きな本質を取り戻していく。
乗り物酔いが酷いが自分で運転するほうが気が紛れてマシらしい。パーティメンバー以外の女性からも好意を向けられる事があるが、作中通して女性関係には疎い。
装備武器系統は大剣。一般的にソルジャーが得物とする身の丈ほどある大型のものを使用する。
バレット・ウォーレス (Barret Wallace)
35歳。コレル出身。身長：197cm。血液型：O型。誕生日：12月15日。
反神羅組織「アバランチ」のリーダーである元炭鉱夫のテロリスト。故郷と家族（最愛の娘のマリン (Marlene) は実子ではない）を奪った神羅カンパニーへ復讐を誓い、新生アバランチを結成、表舞台に出る最大の作戦に際してティファの斡旋でクラウドを渋々雇う。
神羅カンパニーに所属した過去を持つクラウドに何かと因縁を付け、クラウドが自身を見定めるまで長らく心根では信用しない。粗暴な激情家だが、思索と口数も多く独り言が絶えない。神羅に騙され故郷コレルの破滅を防ぎきれなかった自身に罪悪感を抱えている。序盤は仲間たちのリーダーとして威力的に振る舞い、実際にクラウドがいないタイミングでは常にパーティの屋台骨として動くが、次第にクラウドやシドを立てるやり方が増えるようになっていく。
装備武器系統はギミックアーム。マシンガンやバズーカなどの遠距離用とドリルやチェーンソーなどの近距離用に大別される。
ティファ・ロックハート (Tifa Lockhart)
20歳。ニブルヘイム出身。身長：167cm。血液型：B型。誕生日：5月3日。
本作のヒロインの一人。クラウドの同郷であるが交流は乏しく、知人以上の幼馴染未満として幼少期を過ごす。快活に振る舞い、酒場セブンスヘブンを切り盛りする看板娘。
本質は慎重で奥手であり、感情そのままの直言が多いエアリスに比して、クラウドへは親愛と皮肉を込めた物言いが多い。ニブルヘイム事件で神羅を憎み、アバランチに参加。
セフィロスの手で焼かれたニブルヘイムから格闘の師匠ザンガンによって救出され、ミッドガルヘ。その後クラウドと再会するが彼の言葉と自分の記憶に噛み合わない部分を感じ、滅びた同郷の人間に会えた喜びの裏で、疑念を抱くことになる。それらを確かめる事を含め、助っ人としてアバランチへと誘った。クラウドとニブルヘイムの本当の過去を体験している数少ない人物として、精神世界からクラウドを救い出す重要な役割を担う。
装備武器系統はグローブ。ザンガン流格闘術の使い手であり、スピーディな肉弾戦で戦う。
エアリス・ゲインズブール (Aerith Gainsborough)
22歳。アイシクルロッジ出身。身長：163cm。血液型：O型。誕生日：2月7日。
本作のヒロインの一人。ミッドガルに住み、花売りをしている女性。古代種の末裔(純血ではない)。
物静かな見た目だが、本質は積極的で天真爛漫。明るい性格で、奥手なティファに比して、誰にでも天衣無縫でストレートな物言いが多い。自らの境遇を知りつつも義母との日常を営んでいたが、神羅の計画とクラウドとの出会いをきっかけに、自身の持つ使命と向き合っていく。セフィロスの目論見を阻止するため、忘らるる都でホーリーを呼ぶための祈りを捧げた。クラウドの疑似人格のベースとなったザックスは初恋の相手であり、その影響下にあるクラウドに興味を持つ。
装備武器系統は杖(ロッド)。木製より鉄棒が多く、打撃武器としても扱う。リミット技では星の力を呼んで加護を引き出す。
レッドXIII (Red XIII)
48歳：人間の年齢に換算すると15 - 16歳。コスモキャニオン出身。身長：不明。血液型：不明。誕生日：不明。
神羅カンパニーの研究所で実験サンプルとして扱われていた、絶滅寸前の四足獣種族の生き残り。人語を操り、非常に寿命が長い。名前はサンプルとしてのコードネームであり、本名はナナキ。宝条によりエアリスと交配させられそうになったところをクラウド達に救出され、旅に同行する。序盤はムリして大人びた態度をとるが、故郷へ戻ったのを機にして本来の幼さを取り繕わなくなる。
装備武器系統は髪飾り。自身の猛りに影響し、戦闘力を上げる。
ユフィ・キサラギ (Yuffie Kisaragi)
16歳。ウータイ出身。身長：160cm。血液型：A型。誕生日：11月20日。
神羅との戦争に負けて腑抜けの観光地となった故郷ウータイの回天を目指して、マテリアを狙う忍者の末裔。忍びとしてそれなりの実力はあるが、縄抜けが未熟だったりとまだまだ半人前。
とびきり陽気な性格だがマテリアや宝物には目がなく手癖が悪い。ルーズソックス等の奔放な着こなしは故郷の父には大目玉を食らっている。クラウド以上に乗り物酔いがひどく、ハイウインドでは連絡通路でいつも気分悪そうにしている。拳を「しゅしゅしゅ!」とやるのが癖。仲間にしなくてもクリアは可能。
装備武器系統はブーメラン型の巨大手裏剣。水や土を操る忍術もリミット技で扱う。
ケット・シー (Cait Sith)
推定4歳。出身地不明。身長：100cm。血液型：不明。誕生日：不明。
流暢な関西弁で話す、自称占いマシーンの黒猫のぬいぐるみ。普段はデブモーグリのぬいぐるみの上に乗っている。占いの結果はかなりいいかげん。
実は神羅カンパニー幹部で都市部門統括であるリーブが遠隔操作しており、神羅側のスパイとして強引にクラウド達に加わる。物語途中で完全にクラウドに裏切りを明かし、マリンを人質に取るなどしてパーティとしての旅を続けるが、同時に企業人としての価値観と異なる行動原理で動く仲間たちに感化されており、献身のために犠牲となって初期のボディは古代種の神殿に沈んだ。以降、2号機に移行して作中で登場する。後半では神羅を裏切った二重スパイとしてバレットやティファを処刑から救出する。
装備武器系統はメガホン。デブモーグリに命令を出すための道具で、高性能なものほど伝達精度が高くなりデブモーグリも強くなるという設定。
ヴィンセント・ヴァレンタイン (Vincent Valentine)
外見年齢27歳。実年齢50歳以上。出身地不明。身長：184cm。血液型：A型。誕生日：10月13日。
ニブルヘイムの神羅屋敷の地下の棺桶で老いずに眠っていた男。昔のタークスの元メンバーで、宝条に逆らった結果、被験体とされ、人ならぬ存在と成りモンスターに変身する能力を得た。
序盤のクラウド以上にクールで冷めた性格。熱くなるのは宝条と対峙する場面などごくわずかだが、心根では過去への強い悔恨と執着を消さずにいる。仲間にしなくてもクリアは可能。
装備武器系統は銃。片手で扱うものをメインとする。リミット技ではモンスターに変身し、体力が完全に回復するが操作不能となって暴れ回る。
シド・ハイウインド (Cid Highwind)
32歳。ロケット村在住。身長：178cm。血液型：B型。誕生日：2月22日。
かつて神羅カンパニーが宇宙開発に力を入れていた時代の提携エンジニアであり、凄腕のパイロットでもある。愛煙家。
過去にロケット発射が失敗に終わって神羅の宇宙開発予算が削られていく中で冷遇されており、社長がルーファウスに変わった事を予算復活のチャンスと取るが、結果的には神羅とは決定的に対立しクラウドたちに同行する。口は悪く、作戦会議中に寝ているなど厚顔な振る舞いもしょっちゅうだが、ハートは熱い。神羅カンパニーには彼のファミリーネームから名づけられた飛空艇「ハイウインド」があり、後半は拝借して仲間達の船となる。ハイウインドの責任者という事もあり、クラウドが離脱しているタイミングではバレットに担ぎ上げられてパーティのリーダーに抜擢される。
装備武器系統は槍。その他、ダイナマイトや飛空艇の掩護などの火力も扱う。
セフィロス (Sephiroth)
?歳（25 - 30歳?）。ニブルヘイム出身。
かつて「神羅カンパニーにこのソルジャーあり」と言われた男。物語の鍵を握る人物。「正宗」という大太刀を駆る。ジェノバプロジェクトに関する人体実験により、体内にジェノバ細胞が存在する。後にその事実を知り、人類と星に対する激しい憎悪に取りつかれる。
なお、ユフィとヴィンセントは仲間にする如何にかかわらずエンディングのムービーには登場しない。製作者によると「この二人が仲間になる、ならないでそれぞれのパターンのエンディングを作ると、CDのアクセス回数が増えCGムービーがブツブツ途切れてしまうため、あきらめた」とのこと。『ダージュ オブ ケルベロス ファイナルファンタジーVII』のオープニングシーンではクラウド達と別行動を取った2人の姿が描かれている。

## 舞台設定
前作『ファイナルファンタジーVI』では同『V』までにも部分的に現れていた機械文明のさらなる増大を見せる設定であったが、『VI』の時点ではまだ西欧中世的なイメージをベースにしていた。しかし、本作ではさらに機械文明の割合が増大・発達した世界となっている。さらに「城」がワールドマップから完全に姿を消し、東洋的異文化の国（ウータイ）やネイティブアメリカン的なコミュニティ（コスモキャニオン）を加え、「RPG=ファンタジー=西欧中世的世界」のくびきを完全に脱した、ファイナルファンタジー独自の世界を構築することとなった（以前に近未来または未来世界あるいは機械世界をモチーフとした作品は数多くあったが、「ファンタジー」という分野では異例といえる）。また「国家」という概念が薄く、ウータイは国とはいっているものの、どちらかというと部族の感が色濃い。そのため城と同様、「国王」など国家元首の存在がない。
特に機械文明が発達している2つの都市がミッドガルとジュノンで、この2つはどちらも神羅（しんら）カンパニーの拠点となっている。この2つの他いくつかの地域には魔晄炉（まこうろ）が設置され、周辺の街におけるエネルギー源となっている。しかしながら、魔晄炉は人々の生活に潤いをもたらす一方、そのために地下深くのライフストリームに蓄積されているエネルギーを奪っているため、魔晄炉の周囲の土地は衰えており、特にミッドガルでは地上のスラム街のほとんどは草も生えていない。神羅のこの活動により星自体の命も削られているとして、神羅に反抗する組織も存在する。
街の内装装飾には漢字が数多く使われており、独特の雰囲気を感じさせる。物語の見下ろし視点で描かれるマップの、建物の多くにはトイレや風呂が描かれ、街の人々はみな生活感に溢れる言動・行動を見せ、コミカルな描写も多い。

### ライフストリームと魔晄エネルギー
本作の世界には「あらゆる生物が死によって星の中心に還るときに、持っていた知識やエネルギーが蓄えられ（このエネルギーを精神エネルギーと呼ぶ）、再び新しい命を生み出す源となる」という独特な設定・死生観が存在する。この蓄えられた知識とエネルギーは基本的には深い地中を光の奔流として流れており、ライフストリームと呼ばれている。
神羅カンパニーは精神エネルギーを魔晄（まこう）と名付け、星の中心からこれを汲み取り、それを魔晄炉と呼ばれる施設で電力などとして都市に供給し人々の生活を豊かにしている。魔晄車両と呼ばれる車の動力や街の明かりなどの生活に必要なものは魔晄エネルギーで賄っている為、生活に魔晄は欠かせないものとなっている。しかし神羅が魔晄と呼んでいる精神エネルギーの源はライフストリームであり、そこに蓄えられたエネルギーを横取りする形になるため魔晄炉を中心に土地がやせていくことになる。後述する「星命学」はこの点から神羅の活動を批判している。その力の膨大さは、ミッドガルを襲ったウェポンを魔晄キャノンが一撃で倒したことや、ウェポンを貫通した余剰エネルギーが大空洞のバリアをも破っていることからもうかがい知ることができる。
作中に於いてはライフストリームに飲まれたティファがクラウドの意識の中に入り込む重要な場面があり、またセフィロスもその膨大なエネルギーを手に入れようとするなど、物語の核心に深く関わっている。

#### マテリアと秘められた力
ゲーム上のアイテムとしてのマテリアの記述は上記を参照。
マテリアは魔晄（ライフストリーム）が凝縮され生み出された結晶であり、『VII』ではFFシリーズのキーアイテムであるクリスタルに相当される。マテリアには後述する古代種の知識が蓄積されているとされ、これを介すれば一般の人間でも様々な魔法や戦闘技術を使用する事ができる。自然界では天然のマテリアが存在するが、魔晄の豊富な土地でしか発見されず、またそのような土地が非常に少ないためこのマテリアが発見されるのは稀である。そのため一般に出回っているマテリアは魔晄炉の中などで人工的に生成されたものが殆どであり、神羅カンパニーはそれを重要な任務を任されるソルジャーやタークスなどに支給する他、兵器開発の一環としても大いに活用している（『CCFFVII』では一部のサブイベントでマテリアの製造方法が明確にされた）。
マテリアに秘められた知識や能力は多種多様で、攻撃や回復魔法、特殊な戦闘技術の付与や支援、中には強大な力を秘めた召喚獣を呼び出す物もあり、従来の兵器を遥かに超える力を持つ物が多数存在している。そのため、神羅は基本的にマテリアを戦闘用に使用している。中でも魔晄炉の中心で直接生成されるヒュージマテリアは通常のマテリアより巨大である分、何百倍ものエネルギーを有しており、魔晄キャノンなどの巨大兵器に用いられる。
これら一般的に知られるマテリアとは他に古代種に古くから伝わる白マテリアと黒マテリアのような星の運命を左右するほどの特殊な力を秘めたマテリアも複数存在する（『BCFFVII』のジルコニアエイドを召喚するための召喚マテリア、『DCFFVII』のオメガとカオスを制御する力を秘めたエンシェントマテリアなど）。

#### メテオとホーリー
メテオは古代種に伝わる黒マテリアを使って発動させる事ができる、本作における究極の黒魔法。宇宙に浮かぶ星を呼び寄せて地上に落とすものだが、星自体を壊しかねない程の危険な魔法であるため、それを危惧した古代種たちによって黒マテリアは封印されていた。しかしメテオを引き起こして星をわざと傷付け、修復のために集中する星のエネルギーを手に入れようと目論むセフィロスに黒マテリアは渡ってしまい、その結果、星はメテオの脅威に脅かされる事となる。
一方のホーリーは、唯一メテオを止める事ができる究極の白魔法である。発動するために必要な白マテリアは最後の古代種であったエアリスが受け継いでおり、「忘らるる都」にある水の祭壇にて、白マテリアを身につけた古代種が祈り、星に想いを通じさせる事で発動できると伝えられてきた。ホーリーの効果は一概にメテオを止めるというだけではなく、「星にとって悪しきものは全て消える」と伝えられている。

#### 星命学とアバランチ
死によって生命が持っていた知識が星に蓄えられていき、それが生み出すエネルギーによって新たな命が生まれていくという考え方がコスモキャニオンで研究を続けている学者達によって作り出された。これが星命学（せいめいがく）である。星命学においては死によって蓄えられた知識が生命の源であるとされ、結果としてこれを横取りすることになる神羅カンパニーの活動を批判する根拠にもなっている。
星命学に影響され神羅の活動を批判するようになった人たちの中から、徒党を組んで過激派テロ組織のような活動を行う者も現れた。一時は多数の組織が積極的に活動していたが、現在はアバランチ以外はなりを潜めている。
なお、本作に登場するアバランチは明確に環境テロリスト集団であり、数々の過激な手段をとっている。作中内の主要メンバーはバレット、ティファ、ビックス、ウェッジ、ジェシーの5人。『BC FFVII』の時代に存在した反神羅組織「アバランチ」にあやかって、バレットが命名したものである。酒場のような小さな建物、セブンスヘブンを隠れ家に使いながら星を延命させようとする活動に励んでいる。バレットの家をアバランチの隠れ家としており、入り口から入るとセブンスヘブンという酒場になっている。カウンターやテーブルもあるためゲリラ活動をしている様には見られないが、酒場の地下にはアバランチのアジトが隠されており、テレビやコンピュータが置いてある。過去に存在した「アバランチ」の本拠地はコスモキャニオンであり、星命学の影響を受け神羅への攻撃を行っていた。

### 古代種とジェノバ
「古代種」（セトラ）とは本作の世界において、現生人類とは別種族と思われる、古くから「星」に住んでいた者達およびその血縁にあたる者である。外見において現生人類と何ら変わりなく、両種族間の混血児も存在する。ヒロインのエアリスは、古代種の唯一の生き残りである。古代種は、「星読み」と称する星そのものと対話する能力を持っており、地上のあらゆる所に移動しながら星の中心となるライフストリームを導き、星に生きるあらゆる命を栄えさせていた。また、古代種は「約束の地」と呼ばれる土地を目指すとされ、そこには至上の幸福が眠るとも言われているが、詳細については作中では言及されない。神羅は、「約束の地」を魔晄エネルギーが豊富な土地のことだと解釈しており、そのため古代種の生き残りであるエアリスを常に監視下においていた。
2000年前に宇宙のどこからか地球へ飛来してきた高等生命体が「ジェノバ」である。ジェノバがノルスポル（後のアイシクルエリア北部）に墜落した際、そこには巨大なクレーター(北の大空洞)ができ、そこから大量のライフストリームが吹き出すという事態になった。古代種たちは吹き出すライフストリームを本来の流れである内部の流れに戻すためにノルスポルに集まったが、そこで後述するジェノバの「擬態能力」に騙され、ウイルスを渡されることによってその大多数がモンスターに変えられてしまった。しかし、わずかながらそれに騙されず生き残った古代種により、ジェノバは同地に封印された。
ジェノバ自身は相手の記憶等を読みとりその中の人物に姿を変える「擬態能力」を持っており、墜落直後は集まった古代種たちの記憶から彼らの身内の姿に擬態して彼らに接近し、気を許した者をモンスターに変えていった。本編においても、各地で見られる「セフィロスの姿に擬態したジェノバによる行動」が、周囲の者達に「セフィロスによる行動」として認識されている描写が存在する。
また、ジェノバはその体をバラバラにされてもその破片を寄せ集めて再生しようとする再生能力（リユニオン）を持っており、それは作中ではセフィロス・コピーと呼ばれる者達がセフィロスの元へ向かおうとする行動となって現れる。

#### ガスト
ジェノバ・プロジェクトの創始者。ジェノバを伝説に残る古代種と取り違えて研究を進めたが、過ちに気づき、古代種の末裔イファルナを連れて神羅を抜ける。アイシクルロッジに移り住んだのちに、ここでビデオを撮影。その中でイファルナが、ウェポン、セトラ、ジェノバなどの物語の核心に迫る秘密を語る。彼女はエアリスを身ごもっている最中宝条に捕まるが、その後は神羅を脱出。ミッドガル五番街の駅にエアリスと共にたどり着き、エルミナにエアリスを、エアリスに白マテリアを託して息を引き取る。

#### ジェノバ・プロジェクト
本作の時期より約30年前、神羅カンパニーの科学部門に当時在籍していたガスト・ファレミスによってジェノバが発掘された。ガストはジェノバが古代種であると誤認し、ジェノバ細胞を人間に埋め込み古代種の能力を持つ人間を人工的に作り出す計画を開始した。これを「ジェノバ・プロジェクト」という。クラウドも計画の事を知らないほど神羅内部では極秘とされている。神羅は、前述した「約束の地」を魔晄エネルギーが豊富な土地のことだと解釈しており、古代種の能力を用いてそれを探し出そうとしていたのである。ジェノバ・プロジェクトはニブルヘイムで行われ、発掘されたジェノバも北にあるニブル山魔晄炉に保管されていた（『CC FFVII』では「プロジェクトG」と「プロジェクトS」の2種類の実験が存在しているとされている）。
ジェノバ・プロジェクトにはガストの他、後に科学部門の統括となる宝条と、ルクレツィアが（『CCFFVII』ではホランダーとジリアンも）参加しており、計画はルクレツィアの胎内に宿った宝条の子供にジェノバ細胞を移植する形で開始された。この子供がセフィロスである（CCではこれ以前にプロジェクトGによって生み出されたジェネシスとアンジールも存在するとされている）。しかし出産直後のルクレツィアの変貌により、ガストはジェノバが古代種であるとした仮説の誤りを認識し、神羅を去った。その後ガストは自ら独自の調査を行い、真に古代種の血を引くイファルナと出会い、彼女との間にエアリスをもうけている。ガストが去ったことによりプロジェクトの統括となった宝条はガストの捜索を行い、最終的にイファルナとその娘であるエアリスをガストから奪うことに成功している。

#### ソルジャーとセフィロスコピー
宝条の元で育てられた（先述したとおり遺伝的な父親は宝条であるが、セフィロス自身はそのことを知らずに育てられている）セフィロスは、成長するに連れて高い戦闘能力を発揮していった。それに目を付けた神羅カンパニーは、セフィロスのように人工的にジェノバ細胞を埋め込むことにより、身体能力を向上させた強力な兵士を作り出すようになった。こうして作り出された兵士達が「ソルジャー」と呼ばれる者達である。タークスなどによって集められた者達がソルジャーとなったが、その過程で精神に変調をきたし脱落する者も多かった。この過程はある意味では、精神力を計る選抜の手段でもあった（クラウドはそのために落とされたらしい）。精神に変調を起こさずソルジャーとなった者は実力により3つのクラスに分けられていた。なお、選考の要素にはこの他に一般の筆記試験も存在する（作中ではジュノンの兵士が語っており、先述したパーフェクトガイドでも「ある机の上にソルジャー選抜の筆記試験の問題集が置いてある」という設定を知ることができる）。
5年前、セフィロスはニブル魔晄炉を調査のため訪れた際、ニブルヘイムの「神羅屋敷」で自らの出生の秘密を知り、ニブルヘイムの住人を無差別に殺した後、保管されていたジェノバの首を持って「約束の地」を目指そうとしたが、それをクラウドに阻止された。その後宝条は、生き残った住人にソルジャーと同様の手法でジェノバ細胞を埋め込み、残ったジェノバ細胞を神羅本社に運ぶ。ジェノバ細胞を埋め込まれた者達が神羅本社に集まることでジェノバのリユニオンを証明しようとしたのである。この形でジェノバ細胞を埋め込まれた者達を「セフィロス・コピー」と呼ぶ。セフィロス・コピーの実験対象はソルジャーのような強い精神力を持った者ではないため、自分に埋め込まれたジェノバを制御することができずジェノバに操られる形となる。なおセフィロス・コピーには実験体を識別するために入れ墨が施されているが、実験体にされた者の内、特に精神が弱く完全に崩壊してしまったクラウドには入れ墨が入っていない（そのため、「セフィロス・コピーインコンプリート ナンバリングなし」となる）。なお、レッドXIII（ナナキ）はナンバー13であり、いつか自分が他のコピーのように変になってしまうのではないかと不安でたまらないが、実際にはセフィロス・コピーとは全く関係が無いようである（宝条自身も古代種を種として残すための実験用雄素体としてナナキを選んだだけとも取れる発言をしている）。

### ウェポン
ジェノバが墜落した際に古代種が絶滅寸前の状況に追い込まれたが、この時に星自身もジェノバを排除するためにウェポンと呼ばれる巨大な生物兵器を作り出していた。ウェポンは5体存在し、それぞれ能力や姿が異なり「アルテマウェポン」「サファイアウェポン」「ダイヤウェポン」「ルビーウェポン」「エメラルドウェポン」と言う名前がついている（例外として『DCFFVII』では「オメガ」と「カオス」、『BCFFVII』では「ジェイドウェポン」と呼ばれるウェポンも存在する）。
ウェポンは極めて高い戦闘能力を持った巨大生命体である。古代種がジェノバの封印に成功したためウェポンは活動せず、新たな星の危機の発生に備えて休眠していたが、メテオの発動により活動を開始する。ウェポンは星自身が作り出した自己防衛システムであるため人間の味方ではなく、星に仇なすモノ全てを攻撃対象とする。オリジナル版では3種類、インターナショナル版では5種類登場し、これらの内2体（両バージョンとも）は神羅カンパニーと交戦する。
プレイヤーはオリジナル版ではアルテマウェポンだけが交戦可能だったが、インターナショナル版では「ダイヤウェポン」「ルビーウェポン」「エメラルドウェポン」の3体とも戦うことが可能になった。

### 地域
本作に登場する街や村は以下の通り。
ミッドガル (Midgar)
神羅カンパニーの本社がある都市。街の周囲にある8基の魔晄炉等により「魔晄都市」と呼ばれている。アバランチのアジトや、唯一花が咲いている教会がある。中心の支柱と各区画に建てられている機械塔で支えられているプレートの下に神羅に属していない人々が住んでいる。
カーム (Kalm)
ミッドガルから若干離れたところに位置する町。モンスターの侵入を防ぐために高い城壁(摒)に囲まれている。魔晄エネルギーはミッドガルから供給されるシステムとなっているが、周辺の土地も枯れ始めている。街の人達は近くにあるミスリルの鉱山で働いている人が多い。
チョコボファーム (Chocobo Farm)
カームの南東に位置するチョコボ牧場。グリンという老人と、孫のグリングリン・クリンで運営。メテオ後にはチョコボをここで育成できる。ファーム南側の湿地帯には大蛇の魔物ミドガルズオルムが生息しており、チョコボなしで湿地帯を渡るのは容易ではない。
コンドルフォート (Condor Fort)
ジュノンから少し離れたところにある丘。神羅にとっては丘の頂上に存在する魔晄炉でコンドルが卵を抱えているのが気に入らないらしい。
ジュノン (Junon)
昔は小さな漁村だったが、現在は神羅カンパニーの支社が存在し、海に面した断崖に都市型プレートを数層に渡って構築された要塞都市となっている。ミッドガル同様地上と上層で貧富の差が激しく、下層のアンダージュノンでは神羅カンパニーの水質汚染で満足な漁業すらできない有様になりつつある。街の中心部には魔晄キャノン・シスターレイが設置されており、敵襲の際には町全体に巨大な防壁と対空砲座が姿を見せる。
コスタ・デル・ソル (Costa del Sol)
ジュノンと海を挟んだ向かいに存在するリゾート地。一角にはプレジデント神羅が使用していた別荘がある。
北コレル (North Corel)
神羅カンパニーにより焼き払われた旧コレル村の生き残りがひっそりと暮らす村。一角にはゴールドソーサーへのロープウェイ乗り場もあり、村の北側にはコレル壊滅の原因となったコレル魔晄炉が山の中腹部をくくり抜く様に建設されている。バレットとマリンの故郷。山脈には炭鉱があり、にぎやかだった歴史を持っているが神羅が来てから町はさびれていった。
ゴールドソーサー (Gold Saucer)
神羅カンパニーが建設した遊園地。ストーリーとは関係なく楽しめるアトラクションやゲームが多くある。樹木を模した立体建築物で、神羅により焼き払われた旧コレル村の跡地を覆いつくすように建てられており、村の跡地は犯罪者を収容するスラム街「コレルプリズン」となっている。
ゴンガガ (Gongaga)
魔晄炉の爆発事故で寂れた村。ザックスの出身地。メルトダウンを起こした魔晄炉の残骸とかつての事故の爪痕が至る所に残されている。
コスモキャニオン (Cosmo Canyon)
星に関する様々な知識が集まる村。レッドXIIIの出身地。村の中央には聖なる炎、コスモキャンドルが赤々とキャンプファイヤーのように燃えている。
ニブルヘイム (Nibelheim)
一見するとのどかな村だが北にある屋敷は物々しい雰囲気を漂わせている。クラウドとティファの故郷だが、過去に起きたある事件で焼き尽くされた後、神羅カンパニーの隠蔽工作により再建された。北にあるニブル山の一角に魔晄炉がある。
ロケット村 (Rocket Town)
かつて神羅カンパニーが宇宙に関する研究を行っていた当時は基地としてにぎわっていた。宇宙開発計画が中止された後も、当時の技師たちがここで暮らしている。シドの出身地。
ウータイ (Wutai)
東洋的な雰囲気を漂わせる国。五強聖と呼ばれる武人集団の長・ゴドーが治める。ユフィの出身地。15年前神羅と戦争を起こして敗れ、現在は神羅に迎合してひなびた観光地と化している。
遺跡には岩肌を切り崩して作られた巨大な像が立ち並んでいる。住んでいる人々からは地域の守護神としてダチャオ像と呼ばれ古くから親しまれている。
古代種の神殿 (Temple of the Ancients)
孤島に存在する神殿。メテオに関する秘密が眠っている。
ボーンビレッジ (Bone Village)
化石発掘が盛んな村。ギルを払えば観光客が発掘することも可能である。
忘らるる都 (Forgotten Capital)
かつての古代種たちの村の跡。元々海底にあったようである。
アイシクルロッジ (Icicle Lodge)
かつてジェノバが墜落した場所の近くにある酷寒の村。エアリスの出生地。
ミディール (Mideel)
南の島に存在する温泉地。通常深いところを流れるライフストリームが、ここの近くでは比較的浅めの所を流れている。世界の流れから外れた僻地であり、メテオ後の世界の混乱ともやや無縁な穏やかさが残る。
北の大空洞 (Great Northern Cave)
アイシクルロッジから見て北にある巨大なクレーター。かつてジェノバが墜落してきた場所であり、ジェノバ墜落当時はノルスポルと呼ばれていた。
このダンジョンにはセーブポイントがないが、セーブクリスタルで1回限りセーブポイントを作ることが可能。

### 神羅カンパニー
先述したように、本作に登場する大企業神羅カンパニー（神羅電気動力株式会社、Shin-Ra Electric Power Company）の本社はミッドガルに存在する。今でこそ魔晄エネルギーにより栄えている神羅カンパニーだが、元々は一介の兵器会社神羅製作所に過ぎず、かつては宇宙へ行くためのロケットの開発も行っていた。だが魔晄エネルギーの実用化に成功したのをきっかけに私利私欲をむさぼり、星全体に影響を持つような世界の破壊をもいとわない大企業にのし上がっていく。
神羅カンパニーには以下のような部署が存在する。
治安維持部門
反乱分子弾圧のためのソルジャー派遣など。特殊工作部隊タークスもここに所属しているが、事実上独立部隊として活動している。現在の統括はハイデッカー。
兵器開発部門
武器の開発を行う。現在の統括はスカーレット。
都市開発部門
ミッドガルなどの都市の整備と魔晄炉の建設。現在の統括はリーブ。
科学部門
生物の研究など。現在の統括は宝条。
宇宙開発部門
ロケットや航空機の開発など。以前ほどの力はない。現在の統括はパルマー。
ソルジャー部門
『CCFFVII』の時代に存在していた部署。以前はソルジャーが所属していたが、当時の統括だったラザードが神羅を去った事で治安維持部門と合併した。

## 他のゲーム作品との関連

### FFXシリーズとの関係
『ファイナルファンタジーX ULTIMANIA Ω』のインタビューにて、シナリオライターの野島一成が「FFXスタッフの一人がFFXとFFVII は繋がっていると考えている」と発言している。
『ファイナルファンタジーX-2』にはシンラ君というキャラクターが登場する（天才という設定で、作中でも様々な発明をしている）。後半のイベントでは異界（『FFX』の世界で死んだ後に行くと言われている場所）にある膨大なエネルギーを発見、その後、アルベド族のリンの協力を受けて宇宙船を開発し、他の惑星へ旅立ち、その星で神羅カンパニーを築いた、ということを『ファイナルファンタジーX-2 ULTIMANIA』のインタビューにて野島が語っている。この点において本作と『X』および『X-2』はつながりがあるとされている。ただし、これはあくまで野島のイメージであり正史ではない（補足しておくと、本作に登場するライフストリームと『X』に登場する幻光虫は完全に同義のものであること、またプレジデント神羅やルーファウスはシンラ君の子孫であることも語っている）。

### キャラクターのゲスト出演
- 『ファイナルファンタジータクティクス』（『FFT』）にクラウドが登場する。『FFVII』でライフストリームに呑み込まれた後、『FFT』の主人公らが起動した古代文明の転送装置によって『FFT』の世界に迷い込むという設定（なお、『FFT』の世界からの帰還の経緯は語られていない）。戦闘パーティーに加えることができる。エアリスに似た花売りの娘と遭遇するなど『FFVII』のパロディ的なシーンもある。他にもセフィロスに良く似た風貌の登場人物が敵として登場する（正宗も装備している）が、クラウドと対峙する事は普通にプレイしていては出来なかったが、PSPに移植された『ファイナルファンタジータクティクス 獅子戦争』ではクラウドを仲間に出来るタイミングが早くなったため、クラウドと対峙させる事も可能になった（ただし、特別なイベントは発生しない。また、PS版でも『チョコボの不思議なダンジョン』に同梱している不思議なデータディスクの「クラウドと一緒」の項目を選ぶと最初からクラウドを仲間にして行動できるため、このデータでプレイすれば対峙することは可能）。
- 『エアガイツ』・『キングダム ハーツ シリーズ』・『ドラゴンクエスト&ファイナルファンタジー in いただきストリートSpecial』・『ドラゴンクエスト&ファイナルファンタジー in いただきストリートポータブル』に本作のキャラクターが複数登場する。
- 『大乱闘スマッシュブラザーズ for Nintendo 3DS / Wii U』に、クラウドがゲスト参戦する。有料追加コンテンツとして、2015年12月16日より配信開始された。本作の舞台であるミッドガルも対戦ステージとして配信される[49]。
- 『大乱闘スマッシュブラザーズ SPECIAL』に、クラウドがゲスト参戦。デフォルトファイターとして登場。リミットゲージが常に表示されるなど調整が加わった。また、2020年12月には同作の有料追加コンテンツとしてセフィロスがゲスト参戦した。

### その他の作品
- 『トバルNo.1』の初回版に本作の体験版ディスクが付属していた。
- 『ファイナルファンタジーIX』のある場面で、本作のBGMの一つで初めてジュノンに訪れた時に流れる曲である「ルーファウス歓迎式典」が流れる。また主人公ジタンが武器屋で巨大な剣を見た時にクラウドを思い起こさせる発言をする。
- 『ファイナルファンタジーX』の主題歌であるRIKKI「素敵だね」のシングルCDのカップリングとして、FFシリーズのBGMから人気投票で1位に選ばれた「エアリスのテーマ」に詞をつけた楽曲「Pure Heart」が収録されている。作詞は白鳥英美子（『IX』のテーマソングを担当）が手がけている。
- 『FFVII』と同期に開発がスタートした『ゼノギアス』は、『FFVII』とシナリオが類似していることから裏FFVIIと呼ばれた。『FFVII』においてもクラウドがある場面でゼノギアスの宣伝ととれる発言をする。
- 『ゼノギアス』の過去の出来事において、とある反政府組織が発電所施設を爆破するテロを起こしているが、その組織名が「ラヴィーネ」（ドイツ語で雪崩）だと判明している（「アバランチ」も英語で雪崩の意）。
- 『ファイナルファンタジーXII』のある敵キャラクターが、クラウドの剣に酷似した武器を持っている。
- 『半熟英雄』シリーズでは3作目以降に本作の登場人物が将軍として友情出演。4作目ではカトリイヌがクラウドのコスプレをする。さらに3作目では「片翼の天使」のアレンジバージョンに自虐的（自社だけに限らず、昨今のグラフィック重視な風潮を皮肉ったような）歌詞を付けた「絶叫すべき咆哮」という曲が使われている。
- 『ポケットモンスター スカーレット・バイオレット』ではタイトル名がff7に登場するキャラクター名となっている。

## その他
1997年頃に、度々FMラジオ番組にゲスト出演していた植松伸夫によれば、終盤の展開は大作を作ろうとした結果、その飽和によってまとめきれなくなったものを無理矢理に形にして集約させたもので、スタッフ間ではあまり納得できた出来の作品ではなかったとのこと。そういった意識がかなり根付いていた様子を見せていた。
1998年のスクウェア新卒（大卒）採用向け会社資料「AWAKENING」は『FFVII』の開発スタッフによる開発秘話が中心となっている。
2001年頃、スクウェアの投資家向け発表資料などで『ファイナルファンタジーVII』・『VIII』・『IX』の3作をPlayStation 2に移植する計画の存在が明らかになったが、その後立ち消えになった。2005年5月のElectronic Entertainment Expoにおいて、PlayStation 3（以下PS3）用の技術デモとして本作のオープニングムービー等を再現した映像が公開された。しかし、ディレクターの野村によると、PS3への移植は難しいだろうとのことであった。またこの技術デモは、スクウェア・エニックス社内でPS3向けの新作『ファイナルファンタジーXIII』の制作を始めるきっかけともなった。なお、この映像の一部は『クライシスコア ファイナルファンタジーVII』のエンディングに使われている。
今作のプレリュードでは、伴奏においてディレイ部分の音量をかすかに聞こえる程度に下げて64分音符加算型ディレイを使用している。ディレイ部分だけが独立してクレッシェンドとデクレッシェンドが掛けられるのは初めてである。通常戦闘曲は、従来のFFシリーズで使われていたイントロがなくなった。同じく戦闘勝利時のファンファーレも、前作まで一貫して変わらなかった後半部分（経験値獲得画面）のメロディーも、『FFVII』の世界設定や雰囲気に合わせた現代風の曲調となっている。ただし、歴代FFシリーズの通常戦闘曲のイントロは「神の誕生」で使われている。
「片翼の天使」のバスコーラスを、スクウェア・エニックスの作曲家である浜渦正志が担当している。
平成9年度（1997年度、第1回）文化庁メディア芸術祭のデジタルアート（インタラクティブ）部門優秀賞受賞作品。
CESA大賞'97 大賞受賞。
『週刊ファミ通』など、ゲーム雑誌の読者人気ランキングの上位に位置し続けていた。なお『ファミ通』の該当ランキングは2006年をもって終了している。一方で、『クソゲー白書』などで行われている「面白くないゲームのランキング」にも登場している。
発売日の2日前である1月29日までにはゲームクリエイターに出回っており、実際に、当時セガCS3研の部長だった中裕司は発売日の2日前である1月29日には持っており、中裕司が柴田亜美に対して依頼したソニックチームへのサインを引き取りにやって来た際、柴田に対して「ところで今日とても良いモノを持ってるんだがそりゃもォみんなが見たがるような良いモノだ」として当ソフトを使用しており、柴田に対して音だけ聞かせてやるために画面を隠しながら「チョコボが音速で走っているぞ」と言っていた。

## 主なスタッフ
- プロデューサー・シナリオ原案・スフィア（マテリア）システム原案 - 坂口博信
- ディレクター - 北瀬佳範
- シナリオ - 北瀬佳範、野島一成
- キャラクターデザイン - 野村哲也
- 音楽 - 植松伸夫
- イメージイラストレーション、タイトルロゴデザイン - 天野喜孝
- メインプログラマー - 成田賢
- アートディレクター - 直良有祐
- イベントプランナー - 野島一成、鳥山求、千葉広樹、青木和彦、秋山淳、松原啓介、京念秀史
- スペシャルサンクス - 加藤正人、時田貴司

## 関連商品

### 書籍

#### 攻略本
ファイナルファンタジー7―プレイステーション（Vジャンプブックス ゲームシリーズ）
ホーム社（編さん）、集英社（1997年3月）
ファイナルファンタジー7ザ・パーフェクト―プレイステーション（Vジャンプブックス ゲームシリーズ）
ホーム社（編さん）、集英社（1997年4月）
ファイナルファンタジーVII 解体真書 ザ・コンプリート（1997年）
アスペクト（現エンターブレイン）から発売。スタジオベントスタッフ著、ファミ通責任編集。いわゆる完全攻略本。同年に『インターナショナル』に対応した改訂版（ISBN 4-89366-879-X）も発売された。
ファイナルファンタジーVII アルティマニア Ω (ISBN 4-7575-1520-0)
2005年9月にスクウェア・エニックスから発売。スタジオベントスタッフ著。続編である『ファイナルファンタジーVII アドベントチルドレン』の発売に合わせて、攻略よりもシナリオ・キャラクターなどの研究解析に重点をおいている。
FINAL FANTASY 7 ADVENT CHILDREN DVD・UMD版 PROLOGUE (Shueisha V-Jump)
Vジャンプ編集部（著）、集英社（2005年9月14日）
DIRGE of CERBERUS - FINAL FANTASY VII - PS2版 PRELUDE Vジャンプブックス
Vジャンプ編集部（編さん）、集英社（2006年1月）
ダージュ オブ ケルベロス ―ファイナルファンタジー7― 公式コンプリートガイド (SE-MOOK)
スクウェア・エニックス（編集）、スクウェア・エニックス（2006年2月17日）
ファイナルファンタジーVII アドベントチルドレン 〜Reunion Files〜（ドリマガBOOKS）
エンタテインメント書籍編集部（著）、ソフトバンククリエイティブ（2006年5月20日）
クライシスコア ファイナルファンタジー7 ザ・コンプリートガイド インクルーズ ストーリー＆ビジュアルアーカイブ
メディアワークス（2008年1月）

#### 小説
On the Way to a Smile ファイナルファンタジーVII
野島一成（著）、スクウェア・エニックス（2009年4月16日）
ファイナルファンタジーVII外伝　タークス～ザ・キッズ・アー・オールライト～
野島一成（著）、スクウェア・エニックス（2011年12月15日）
FINAL FANTASY VII REMAKE Traces of Two Pasts
野島一成（著）、スクウェア・エニックス（2021年7月15日）

#### 楽譜
エレクトーンで弾く ファイナルファンタジー7
ヤマハミュージックメディア（1998年12月10日）
楽しいバイエル併用 ファイナルファンタジー7
丹羽あさ子（編集）、株式会社 スクウェアエニックス（監修）、ドレミ楽譜出版社（1998年12月10日）
ピアノソロ 上級 ピアノコレクションズ ファイナルファンタジーVII
植松伸夫、浜口史郎、ヤマハミュージックメディア（2003年12月24日）
ピアノソロ 中・上級 ファイナルファンタジー 7 アドベントチルドレン 豪華カラーページ付
浜口史郎（編集）、板垣敬子（編集）、佐藤拓馬（編集）、高野令子（編集）、ヤマハミュージックメディア（2006年7月7日）
ファイナルファンタジー7 アルトリコーダーアンサンブル 原曲に近いアレンジシリーズ
スカイポート出版（2008年12月19日）

#### その他書籍
ファイナルファンタジー7 インターナショナル・メモリアルアルバム
デジキューブ（1997年10月）
ファイナルファンタジー7 インターナショナル ポストカードブック
デジキューブ（1997年10月）
ファイナルファンタジー VII アドベントチルドレン コンプリート ポストカードブック
スクウェア・エニックス（著、編集）、スクウェア・エニックス（2009年4月16日）

### 音楽
| 発売日         | タイトル                                           | 規格品番   | レーベル               | 備考 | 最高位 |
| -------------- | -------------------------------------------------- | ---------- | ---------------------- | --- | ------ |
| 1997年02月10   | FINAL FANTASY VII ORIGINAL SOUNDTRACK              | SSCX-10004 | デジキューブ           | 本作のオリジナル・サウンドトラック。 | ー     |
| 2004年05月10日 | FINAL FANTASY VII ORIGINAL SOUNDTRACK              | SQEX-10001 | SQUARE ENIX            | 本作のオリジナル・サウンドトラック。 | ー     |
| 1997年10月22日 | FINAL FANTASY VII REUNION TRACKS                   | SSCX-10012 | デジキューブ           | オリジナルサウンドトラックから選ばれた16曲と「メインテーマ」「エアリスのテーマ」「片翼の天使」のオーケストラ・アレンジ・バージョンを収録。       | ー     |
| 2005年02月23日 | FINAL FANTASY VII REUNION TRACKS                   | SQEX-10042 | SQUARE ENIX            | オリジナルサウンドトラックから選ばれた16曲と「メインテーマ」「エアリスのテーマ」「片翼の天使」のオーケストラ・アレンジ・バージョンを収録。       | ー     |
| 2001年02月21日 | POTION～Relaxin'with FINAL FANTASY～               | SSCX-10051 | デジキューブ           | オーケストラ・アレンジ音源を中心に選曲された癒し系コンピレーション・アルバム。本作からは「エアリスのテーマ」が収録。                             | ー     |
| 2006年07月19日 | POTION～Relaxin'with FINAL FANTASY～               | SQEX-10073 | SQUARE ENIX            | オーケストラ・アレンジ音源を中心に選曲された癒し系コンピレーション・アルバム。本作からは「エアリスのテーマ」が収録。                             | ー     |
| 2002年05月09日 | 20020220 music from FINAL FANTASY                  | SSCX10065  | デジキューブ           | 2002年2月20日に開催されたオーケストラコンサートを収録。本作からは「エアリスのテーマ」「片翼の天使」が収録。                                      | ー     |
| 2004年7月22日  | 20020220 music from FINAL FANTASY                  | SQEX10030  | SQUARE ENIX            | 2002年2月20日に開催されたオーケストラコンサートを収録。本作からは「エアリスのテーマ」「片翼の天使」が収録。                                      | ー     |
| 2003年2月19日  | THE BLACK MAGES                                    | SSCX-10080 | デジキューブ           | FFシリーズから戦闘曲から選曲したアルバムコンピレーション・アルバム。本作からは「J-E-N-O-V-A」「Those Who Fight Further（更に闘う者達）」が収録。 | ー     |
| 2004年5月10日  | THE BLACK MAGES                                    | SQEX-10019 | SQUARE ENIX            | FFシリーズから戦闘曲から選曲したアルバムコンピレーション・アルバム。本作からは「J-E-N-O-V-A」「Those Who Fight Further（更に闘う者達）」が収録。 | ー     |
| 2003年12月03日 | Piano Collections FINAL FANTASY VII                | SSCX-10111 | デジキューブ           | 本作のピアノアレンジCD。 | ー     |
| 2004年05月10日 | Piano Collections FINAL FANTASY VII                | SQEX-10020 | SQUARE ENIX            | 本作のピアノアレンジCD。 | ー     |
| 2008年8月6日   | FINAL FANTASY REMIX                                | SQEX-10119 | SQUARE ENIX            | クラブサウンドアレンジのコンピレーションアルバム。本作からは「Opening - Bombing Mission -(オープニング～爆破ミッション)」「JENOVA」が収録。      | 105位  |
| 2010年9月15日  | SQUARE ENIX BATTLE TRACKS Vol.2 SQUARE 1996〜1998  | SQEX-10200 | SQUARE ENIX            | スクウェア・エニックスのゲームのバトルBGMを原曲のまま集めたサウンドトラック。本作からは「闘う者達」が収録。                                      | ー     |
| 2010年11月24日 | クリスマス・コレクションズ music from SQUARE ENIX  | SQEX-10211 | SQUARE ENIX            | スクウェアのゲーム楽曲をクリスマス・アレンジし収録。本作からは「ゴールドソーサー～空駆けるハイウインド」が収録。                                 | ー     |
| 2019年07月24日 | FINAL FANTASY VII ORIGINAL SOUNDTRACK REVIVAL DISC | SQEX-20065 | スクウェア・エニックス | ブルーレイディスクのサウンドトラック | ー     |

### コラボレーション商品
- ファイナルファンタジーVII ポーション